# Mindy Newell
Mindy Newell (née le 24 octobre 1953 à New York) est une éditrice et scénariste de bande dessinée américaine active de 1984 au milieu des années 1990. Elle a principalement travaillé pour DC Comics, animant notamment Wonder Woman, Catwoman et Amethyst. 

## Publications

### Comic books
Sauf précision, cette bibliographie est reprise du site Grand Comics Database. Mindy Newell est scénariste ou co-scénariste de tous ces comic books.
- Divers récits dans Showcase no 5, 7-11 et 13, DC Comics, 1984-1985.
- Divers récits dans Tales of the Legion of Super-Heroes (en) no 315-317 et 320-325, DC Comics, 1984-1985.
- « With Love from Superman! », avec Howard Bender (en) (dessin) et Bob Oksner (encrage), dans Action Comics no 566, DC Comics, avril 1985.
- Wonder Woman, DC Comics :

326. Tropidor Heat, avec Don Heck, juil. 1985.
327. A World in Chaos!, avec Don Heck, sept. 1985.
328.  To Everything a Season..., avec Don Heck et Pablo Marcos, déc. 1985.
- V no 7 : Tennyson, avec Carmine Infantino (dessin) et Tony DeZuniga (encrage), DC Comics, août 1985.
- Amethyst, Princess of Gemworld, DC Comics :

12. Love Story, avec Colleen Doran (dessin) et Karl Kesel (encrage), déc. 1985.
15. Apocalypse! (scénario avec Keith Giffen), avec Ernie Colón (dessin) et Karl Kesel (encrage), juin 1986.
16. Little Girl Lost (scénario avec Keith Giffen), avec Ernie Colón (dessin) et Karl Kesel (encrage), août 1986.
- Legionnaires 3 (en) no 1-4 (scénario avec Keith Giffen), avec Ernie Colón (dessin) et Karl Kesel (encrage), DC Comics, fév.-mai 1986.
- The New Wave (en) no 1-13, avec Lee Weeks (dessin sauf no 6 par Erik Larsen, 9 par Karl Waller (en) et 13 par Eric Shanower) et Ty Templeton (encrage sauf no 11 et 13 par Sam de la Rosa et 12 par Lee Weeks), Eclipse Comics, juin 1986-mars 1987.
- Lois Lane : When It Rains, God Is Crying, avec Gray Morrow, DC Comics, août-sept. 1986.
- Amethyst Special (scénario avec Keith Giffen), avec Ernie Colón (dessin) et Pablo Marcos (encrage), DC Comics oct. 1986.
- The New Wave vs. the Volunteers no 1-2, avec Gerald Forton, Eclipse Comics, avril-juin 1987.
- Amethyst no 1-4 (scénario avec Keith Giffen), avec Esteban Maroto, DC Comics, nov. 1987-fév.1988.
- American Flagg! no 47-49 : Sometimes a Great Notion Goes Awry (scénario avec Howard Chaykin), avec Paul Smith (1-2) et Mike Vosburg (en) (3), First Comics déc. 1987-fév. 1988.
- Howard Chaykin's American Flagg no 1 : Little Hitlers (scénario avec Howard Chaykin), avec Mike Vosburg (dessin), Richard Ory et Tony Van deWalle (encrage), First Comics, mai 1988.
- The Tin Roof Club (Catwoman), avec Barry Kitson (dessin) et Bruce Pattersonn(encrage), dans Action Comics Weekly no 611-614, DC Comics, août 1988.
- Catwoman no 1-4 : Her Sister's Keeper, avec J.J. Birch (dessin) et Michael Bair (en) (scénario), DC Comics, fév.-mai 1989.
- Wonder Woman, avec George Pérez (intrigue) et Chris Marrinan (dessin sauf précision), DC Comics :

36. Changes in the Wind (encrage de Steve Montano), nov. 1989.
37. Strangers in Paradise (encrage de Steve Montano), déc. 1989.
38. Forbidden Fruit (encrage de Mike Machlan), janv. 1990.
39. Poisoned Souls! (encrage de Mike Machlan), fév. 1990.
40. Divided We Fall (encrage de Robert Campanella), mars 1990.
41. The Ties That Bind (encrage de Romeo Tanghal), avril 1990.
42.  The Silver Wing of Terror (encrage de Romeo Tanghal), mai 1990.
43. The Armageddon Aria (encrage de Romeo Tanghal), juin 1990.
44. Caged (encrage de Romeo Tanghal), juil. 1990.
45. Legacy (dessin de Jill Thompson, Cynthia Martin et Colleen Doran, encrage de Romeo Tanghal), août 1990.
46. Chalk Drawing (dessin de Jill Thompson, encrage de Romeo Tanghal), sept. 1990.
- Daredevil vs. Vapora, avec Mike Harris (en) (dessin) et Don Hudson (encrage), Marvel, 1993.
- Legacy (Veuve noire), avec John Stanisci, dans Marvel Comics Presents (en) no 135, Marvel, août 1993.
- Dead End (Veuve noire), avec Sergio Cariello (en) (dessin) et Rich Rankin (encrage), dans Daredevil Annual no 10, 1993.
- The Veil of Courage, avec Stewart Johnson (en) (dessin) et Del Barras (encrage), dans Thunderstrike no 17, Marvel, fév. 1994.
- The Eternel Game (Surfer d'argent), avec J. M. DeMatteis (intrigue), Rick Leonardi (en) (dessin) et Al Williamson (encrage), dans Marvel Holiday Special, Marvel, 1994.
- Captain America : The Truth about Exercise-Induced Asthma, avec Colleen Doran (dessin) et Greg Adams (encrage), Marvel, 1995.